# Randonnée en Amérique
 (juillet 2022).

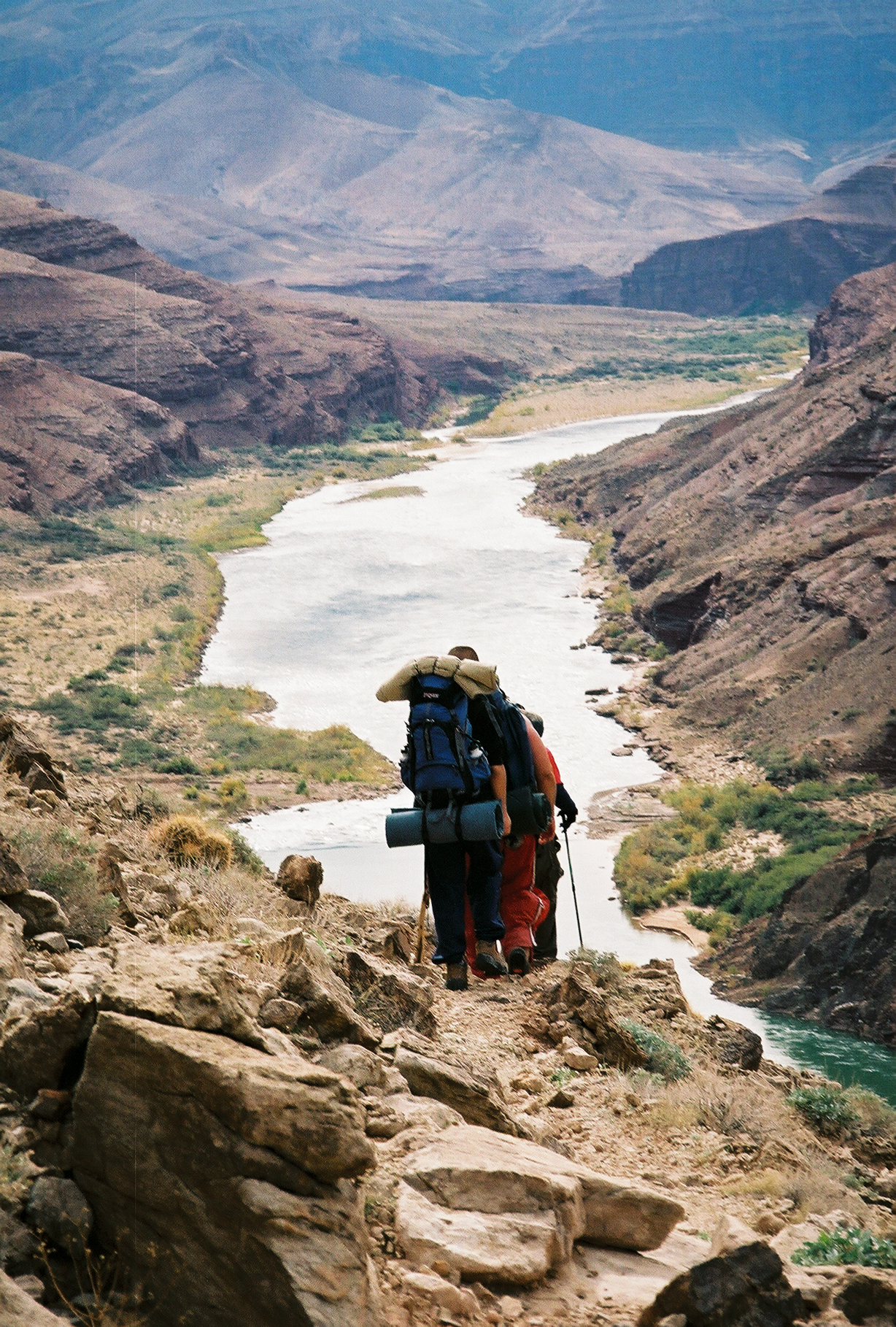
Randonnée dans le Colorado.

Les sentiers d’Amérique sont identifiés différemment des sentiers européens, car ils portent un nom et non pas une abréviation et un nombre comme GR 1. Les grands sentiers se font plus rares, tandis que les petits sentiers sont très nombreux.

## Sentiers longs
Les sentiers principaux sont généralement plus longs et se situent plus sur le territoire anglais.
- Sentier international des Appalaches
- Sentier transcanadien

Par contre, le Sentier national au Québec est la portion la plus développée d'un projet à l'origine envisagé comme canadien.

## Sentiers courts
Les sentiers secondaires sont présents partout et sont généralement très courts, variant de 2 à 30 km.

## Tarification
Au Québec, beaucoup de sentiers se situent entièrement dans des parcs nationaux ou régionaux, moyennant ainsi, pour la plupart d'entre eux, un droit d'accès gratuit pour les 0-5 ans et de 6,50 dollars (environ 5 euros) pour les adultes, et 3 dollars (à peu près 3 euros) pour les 6-17 ans. Les sentiers traversant les parcs nationaux sont soumis aux mêmes règles, mais aucun contrôle de sécurité n'est effectué à l'entrée du sentier.